# Delta Air Lines
Delta Air Lines, im Markenauftritt kurz Delta, ist eine US-amerikanische Fluggesellschaft mit Sitz in Atlanta und Mitglied der Luftfahrtallianz SkyTeam. Sie zählt zu den Major carriers der USA und ist gemessen an der Anzahl der Flugzeuge die weltweit zweitgrößte Fluggesellschaft. Im Jahr 2010 war Delta mit einem Passagieraufkommen von 111,2 Mio. Fluggästen die weltweit größte Fluggesellschaft, rangiert aber in Bezug auf die Passagierkilometer seit der Fusion von United Airlines mit Continental Airlines dahinter auf Platz zwei der Weltrangliste. Seit dem Jahr 2014, nach der Fusion von American Airlines mit US Airways, steht Delta Air Lines nun weiterhin nur noch auf Rang zwei. Neben American Airlines und United Airlines zählt Delta zu den nur noch drei verbliebenen traditionsreichen Linienfluggesellschaften mit umfangreichem Streckennetz in den USA, den sogenannten Legacy carriers.

## Geschichte

### Gründung bis 1991
Die Ursprünge der Fluggesellschaft gehen auf das Jahr 1924 zurück, als der Flugzeughersteller Huff-Daland Aero Company ein Tochterunternehmen namens Huff Daland Dusters in Macon im US-Bundesstaat Georgia gründete, das Agrarflugzeuge zur Schädlingsbekämpfung einsetzte. Das Unternehmen Huff Daland Dusters verlegte 1925 den Sitz nach Monroe in Louisiana und eröffnete 1927 eine Niederlassung in Peru, mit deren Leitung der Entomologe Collett E. Woolman und der Pilot Harold Harris beauftragt wurden. Aus der peruanischen Niederlassung ging am 4. September 1928 die von Harold Harris geleitete Fluggesellschaft Peruvian Airways hervor, aus der später die Pan American-Grace Airways entstand. Gleichzeitig reiste Collett E. Woolman in die USA zurück und erwarb im November 1928 mit Hilfe von drei Privatinvestoren das zum Verkauf stehende Stammunternehmen Huff Daland Dusters in Monroe, das nach der Übernahme am 3. Dezember 1928 den Namen Delta Air Service erhielt – eine Reverenz an das Mississippi-Delta. Collett E. Woolman übernahm die Leitung der neuen Gesellschaft, die zunächst nur im Agrarbereich aktiv blieb und am 17. Juni 1929 ihren Passagierflugbetrieb mit drei Travel Air S-6000B auf der Route von Dallas (Texas) über Shreveport und Monroe (beide Louisiana) nach Jackson (Mississippi) aufnahm. Der heutige Firmensitz in Atlanta, der Hauptstadt von Georgia, wurde 1941 bezogen und der Gesellschaftsname 1945 in Delta Air Lines geändert.
Im Jahr 1953 wurde die Fluggesellschaft Chicago and Southern Air Lines übernommen und das gemeinsame Streckennetz für zwei Jahre als Delta C&S vermarktet. 1959 wurde mit der Douglas DC-8 das erste Flugzeug mit Strahltriebwerk in die Flotte aufgenommen.

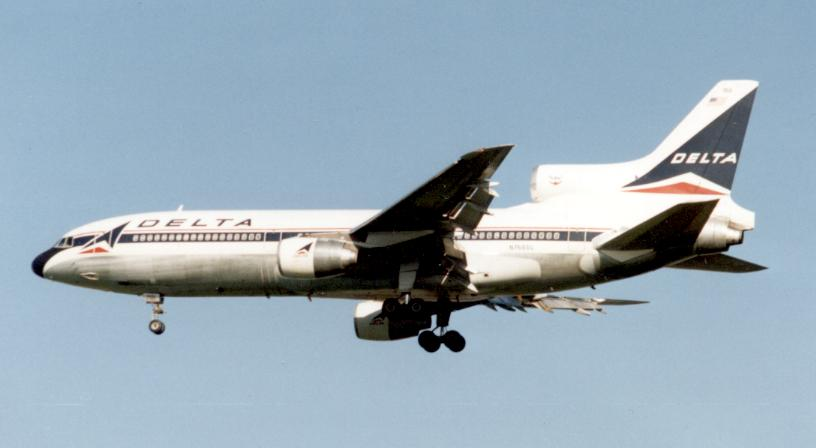
Lockheed L-1011-500 TriStar der Delta im Jahr 1994

Am 1. August 1972 übernahm Delta die Northeast Airlines, um ihre Position im Nordosten der USA zu stärken. Durch die Übernahme erhielt Delta ihre ersten Maschinen des Typs Boeing 727-200.
Im Jahr 1987 konnte Delta die Western Airlines mit deren Luftfahrt-Drehkreuzen in Salt Lake City und Los Angeles übernehmen und so zur viertgrößten Fluggesellschaft der USA sowie fünftgrößten der Welt aufsteigen. Kurz vor der Insolvenz von Pan American World Airways 1991 wurde deren transatlantisches Streckennetz inklusive eines Teils der Flotte sowie das Pan-Am-Terminal am John F. Kennedy International Airport für 1,3 Milliarden US-Dollar übernommen.

### Seit 2000
Zusammen mit American Airlines, United Airlines, US Airways, Continental Airlines und Boeing reichte Delta Air Lines aufgrund der Anschläge vom 11. September 2001 eine Klageschrift gegen FBI und CIA ein. Ziel war die Klärung der Frage, ob die Luftfahrt-Branche eine Mitschuld an den Terroranschlägen trägt und/oder ob ihre Reaktionen richtig und angemessen waren.
Das Unternehmen baute von 2001 bis 2004 mehr als 20.000 Stellen ab und im Frühjahr 2004 stellte das Management nochmals 7.000 Arbeitsplätze zur Disposition. Ab Herbst 2004 versuchte Delta eine drohende Insolvenz durch einen harten Sanierungsplan abzuwenden, der bis zum Jahr 2006 Einsparungen in Höhe von sechs Milliarden US-Dollar vorsah. Angesichts der hohen Treibstoffpreise und bezogen auf den jährlichen Umsatz von rund fünfzehn Milliarden US-Dollar wurde der Plan in Presseberichten von Beginn an als reine Makulatur bezeichnet. Im Sommer 2005 musste Delta angesichts weiter steigender Treibstoffpreise und anderer Kosten die Tochtergesellschaft Atlantic Southeast Airlines für 425 Millionen US-Dollar an die regionale Fluggesellschaft SkyWest Airlines verkaufen, um mit den Einnahmen Schulden in Höhe von 100 Millionen US-Dollar abzuzahlen.
Im zweiten Quartal 2005 konnte Delta die Verluste auf 388 Millionen US-Dollar reduzieren – nach fast zwei Milliarden US-Dollar im Vorjahr.
Am 14. September 2005 beantragte Delta Insolvenz nach Chapter 11, was nach US-Recht bei laufendem Betrieb möglich ist. Insgesamt hatte das Unternehmen nach eigenen Angaben einen Schuldenberg von 20 Milliarden Dollar angehäuft.
Eine während des Jahreswechsels 2006/2007 angestrebte feindliche Übernahme durch das Konkurrenzunternehmen US Airways konnte die Gesellschaft abwehren. Am 27. April 2007 gab Delta Air Lines bekannt, den Gläubigerschutz zum 30. April zu verlassen. Ab 3. Mai 2007 wurden an der New Yorker Börse neue Aktien ausgegeben und zu einem Großteil an die Gläubiger verteilt. Die alten Aktien der Gesellschaft wurden zu diesem Zeitpunkt wertlos.
Am 14. April 2008 gaben Delta Air Lines und Northwest Airlines bekannt, sich zur derzeit größten Fluggesellschaft der Welt zusammenschließen zu wollen. Die gemeinsame Gesellschaft wird unter dem Namen Delta vom bisherigen Delta-Chef Richard Anderson geleitet. Die US-Kartellbehörde stimmte am 29. Oktober 2008 der Fusion zu, so dass mit Wirkung von diesem Tag die Fusion abgeschlossen wurde.
Anfang 2012 gab es einen Slot-Tausch von Delta Air Lines mit US Airways. Dabei gab Delta Air Lines Slots am Flughafen Washington National an US Airways ab und bekam dafür von US Airways Slots in New York LaGuardia.
Im Jahr 2012 wurde ebenfalls bekannt, dass Delta den Bestand ihrer Regionalflugzeuge mit weniger als 50 Sitzen stark verringern will. Aus diesem Grund wird auch der Flugbetrieb der Regionaltochter Comair eingestellt. Die restlichen Flugzeuge der Comair werden in die Hauptgesellschaft Delta Air Lines eingegliedert. Des Weiteren sollen als Ersatz für die 50-Sitzer 88 Boeing 717 von Southwest Airlines geleast werden, welche ebenfalls bei der Muttergesellschaft geflogen werden.
Am 28. April 2016 gab Delta Air Lines eine feste Bestellung von 75 Airbus A220-100 bekannt, sie sicherte sich außerdem noch Optionen auf 50 weitere Flugzeuge des gleichen Typs. Delta wird somit der größte Betreiber der A220. Sie sollen die 80 in die Jahre gekommenen Boeing 717 ersetzen. Im Dezember 2016 wurden hingegen alle 2005 durch Northwest Airlines bestellten Boeing 787 abbestellt.
Im zweiten Quartal 2020 schrieb Delta aufgrund der weltweiten Corona-Pandemie einen Verlust von 5,7 Milliarden Dollar.

### Beteiligungen
Delta besitzt 49 % Anteile von Virgin Atlantic Airways, 4,1 % von Aeroméxico, 3,6 % von China Eastern sowie 2,9 % von Gol Linhas Aéreas. Laut Pressemeldungen möchte Delta den Anteil an Gol auf 10 % erhöhen, sobald neue Aktien ausgegeben werden. Dieser Handel wurde von den zuständigen Kartellbehörden bereits genehmigt. Im November 2015 kündigte Delta an, den Anteil an Aeroméxico auf 49 % zu erhöhen.

### Zensur
Delta ließ für die Vorführung an Bord eine gleichgeschlechtliche Liebesszene sowie das Wort „lesbisch“ aus dem Film Booksmart sowie Hinweise auf Schwule in dem biografischen Film Rocketman über Elton John herausschneiden. Gleichzeitig sponsert Delta nach eigenen Angaben weltweit Gay-Pride-Paraden. „Offenbar ist in 9000 Metern Höhe Schluss mit Pride“, kommentierte der Guardian.

## Flugziele
Aus diversen Städten in den USA bedient Delta Air Lines eine Vielzahl europäischer Ziele. Hauptsächlich ab Atlanta und New York/JFK, von Northwest Airlines wurden Hubs in Detroit, Minneapolis und Amsterdam übernommen.
Delta Air Lines bedient vier Städte im deutschsprachigen Raum: Berlin, Frankfurt, München und Zürich.
Ehemalige Flüge nach Deutschland:
- Stuttgart: 1998–2000 New York/JFK – Stuttgart (Boeing 767-300), 1986–2020 Atlanta – Stuttgart (Lockheed L-1011, Boeing 767-300; Anfangs via Paris). Die Flugverbindung wurde im März 2023 wieder aufgenommen. Die Verbindung wurde zum 26. Oktober 2024 zum wiederholten Mal eingestellt.[29]

## Flotte

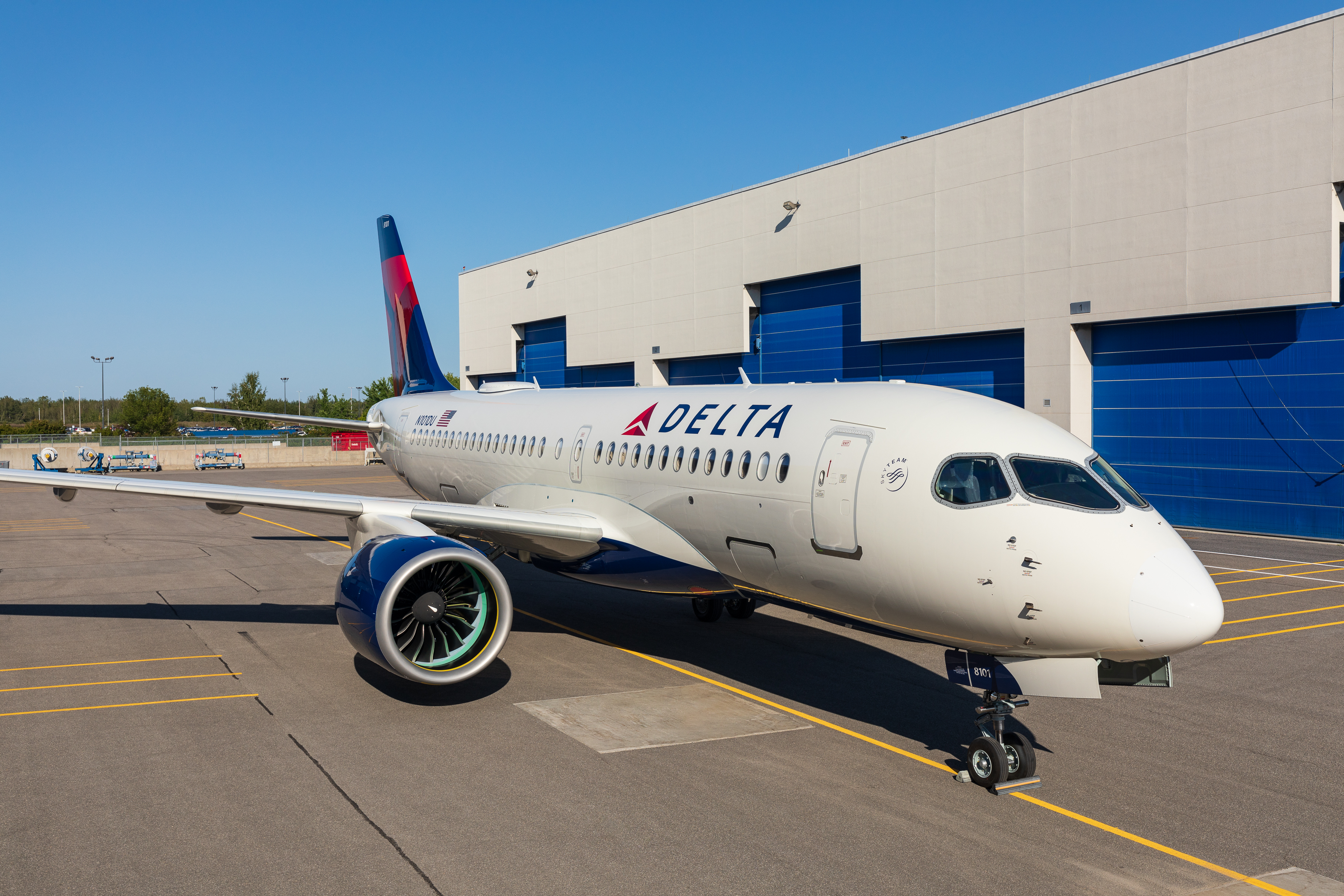
Airbus A220-100 der Delta

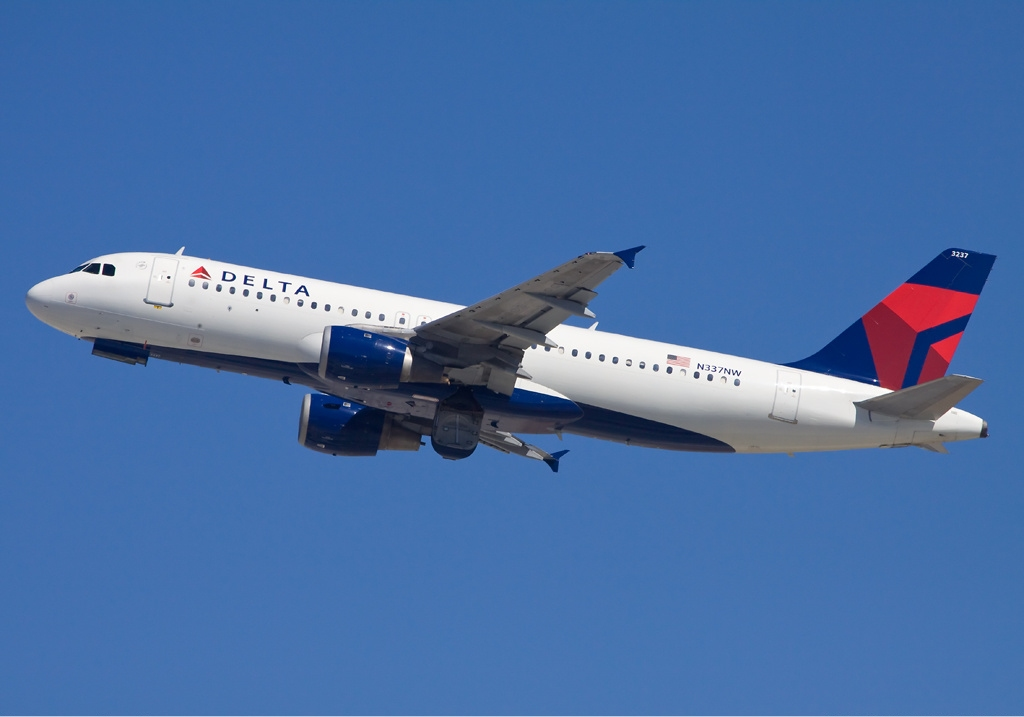
Airbus A320-200 der Delta

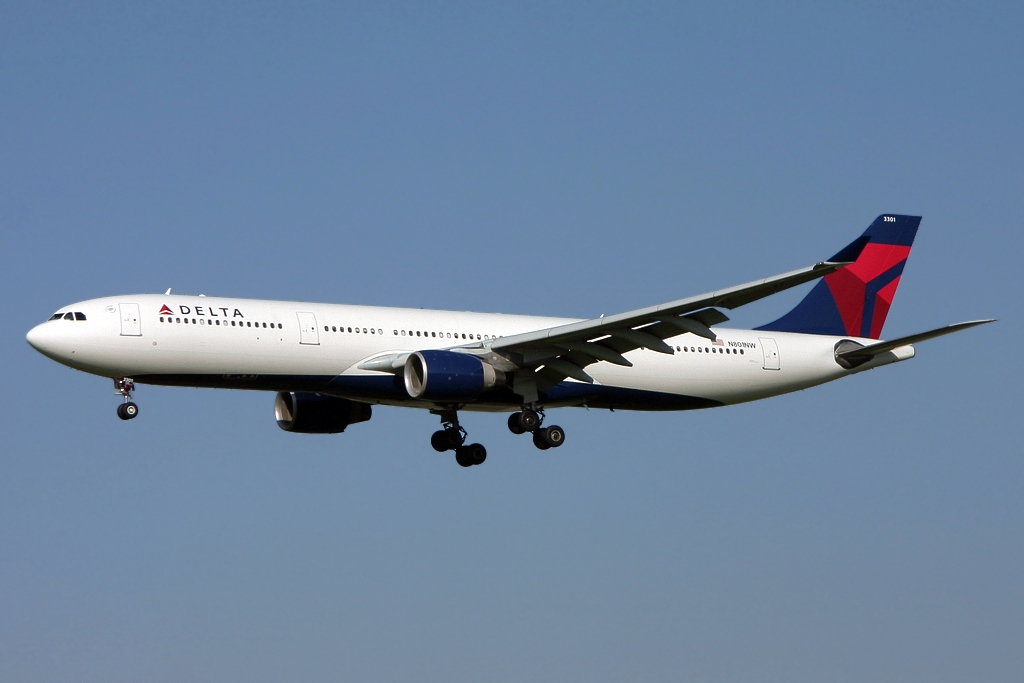
Airbus A330-300 der Delta

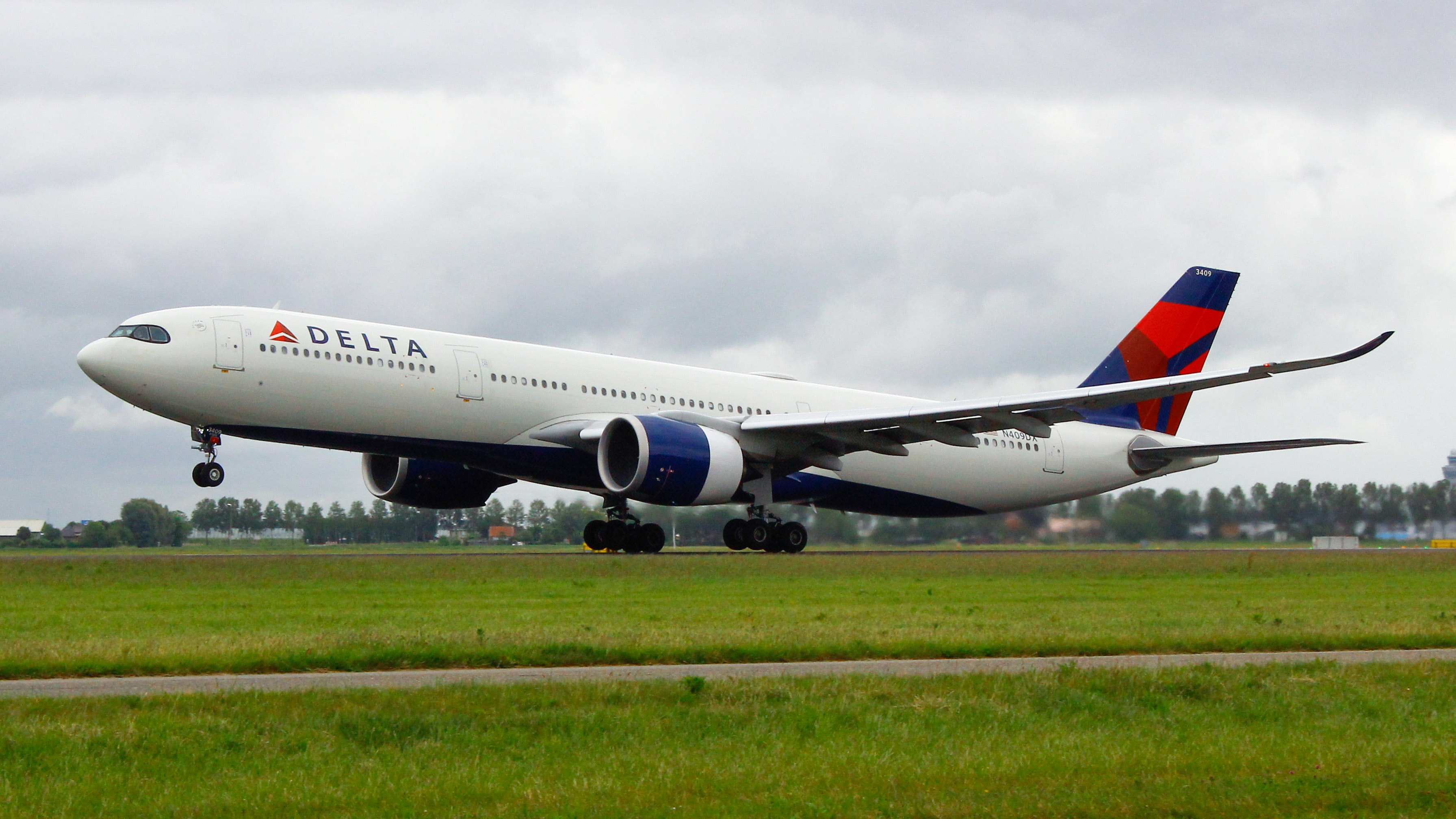
Airbus A330-900neo der Delta

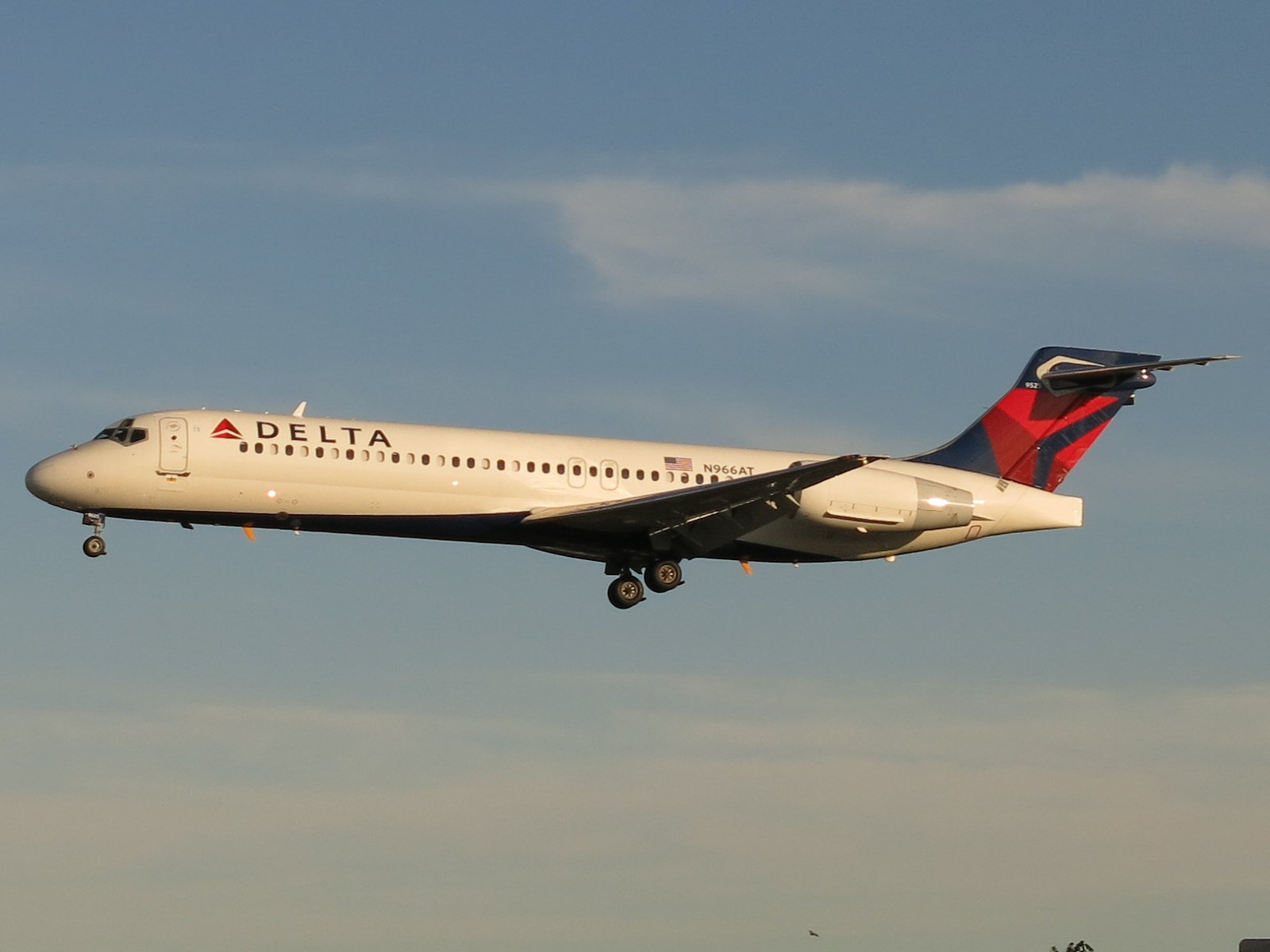
Boeing 717-200 der Delta

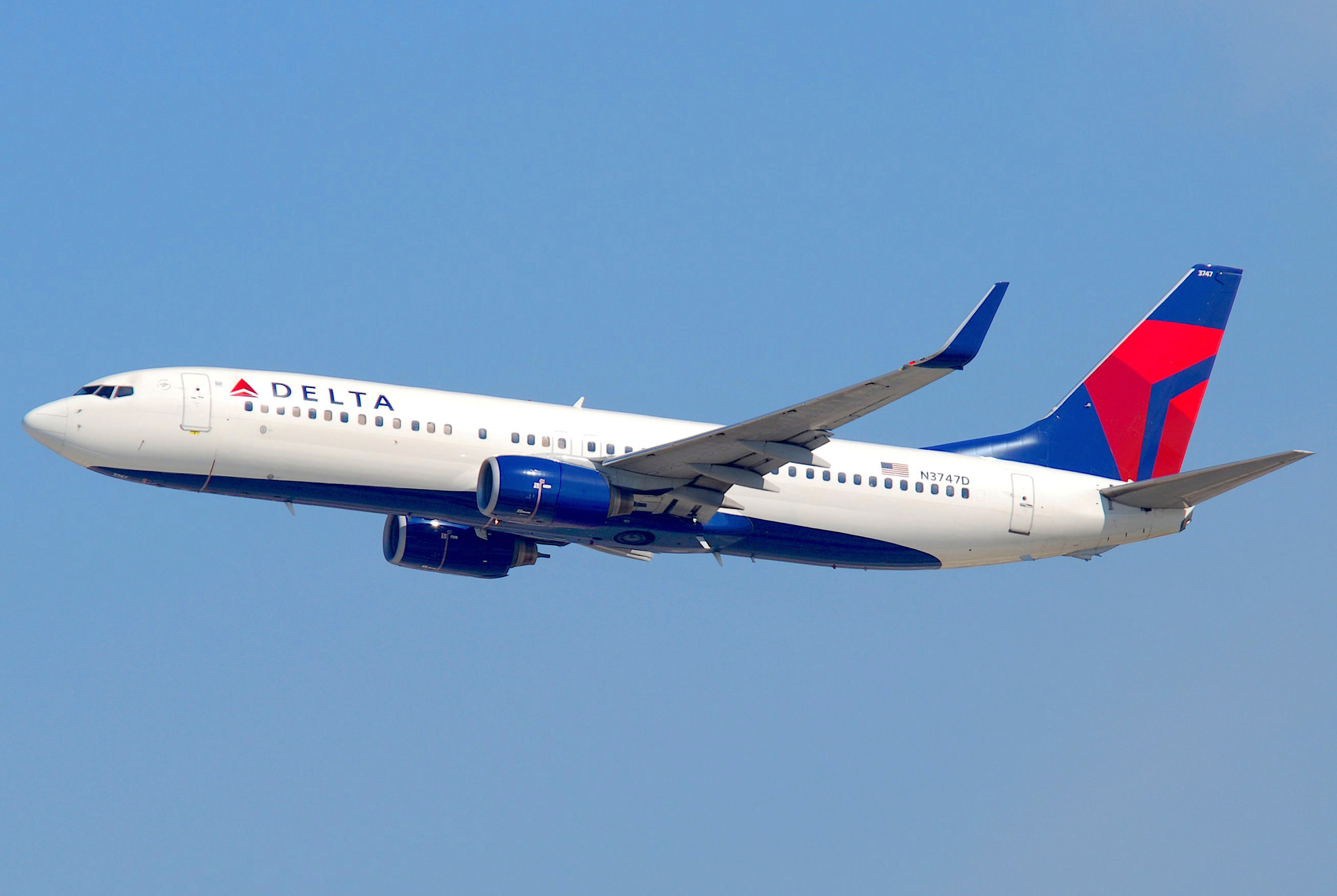
Boeing 737-800 der Delta Air Lines

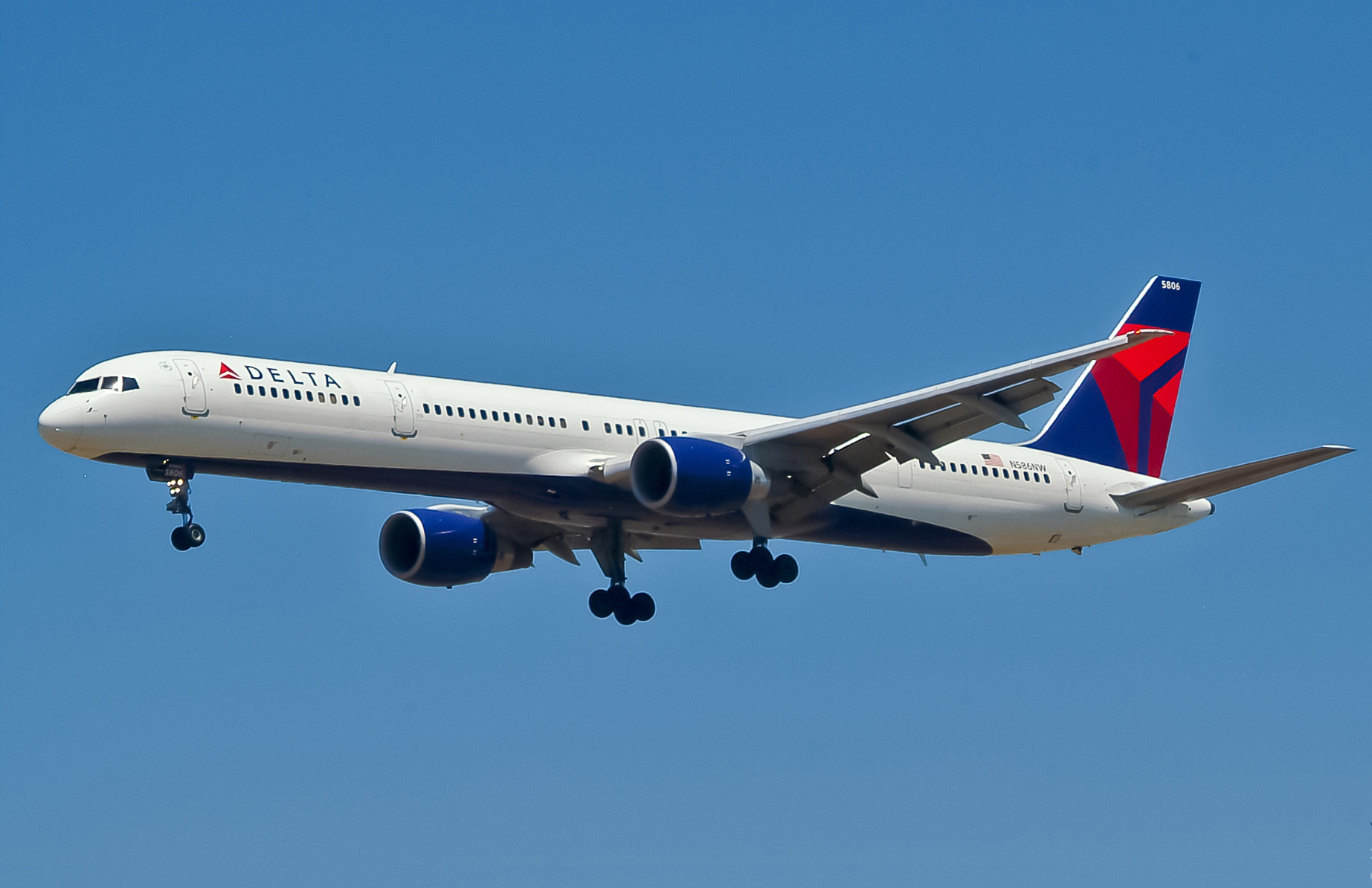
Boeing 757-300 der Delta

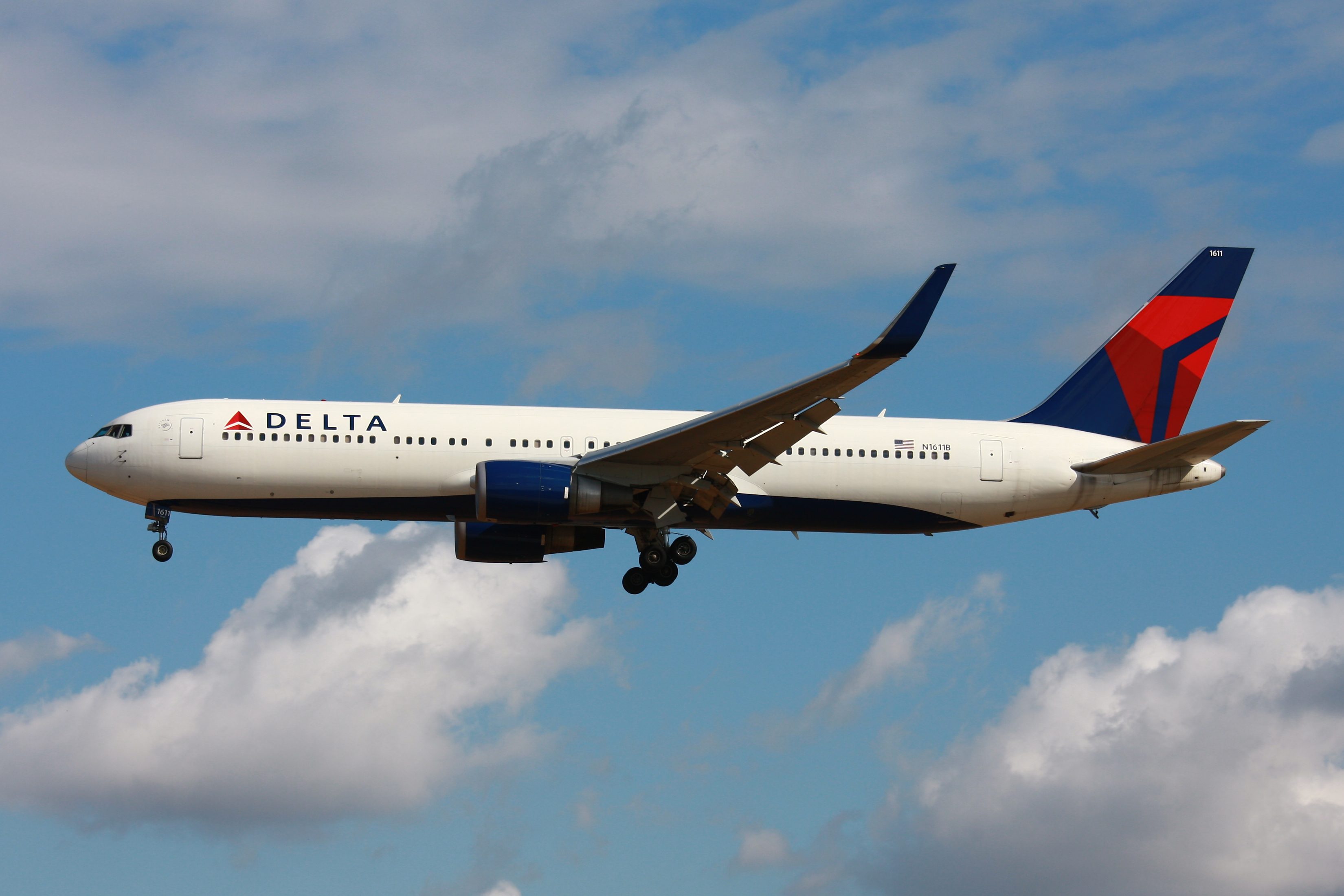
Boeing 767-300ER der Delta

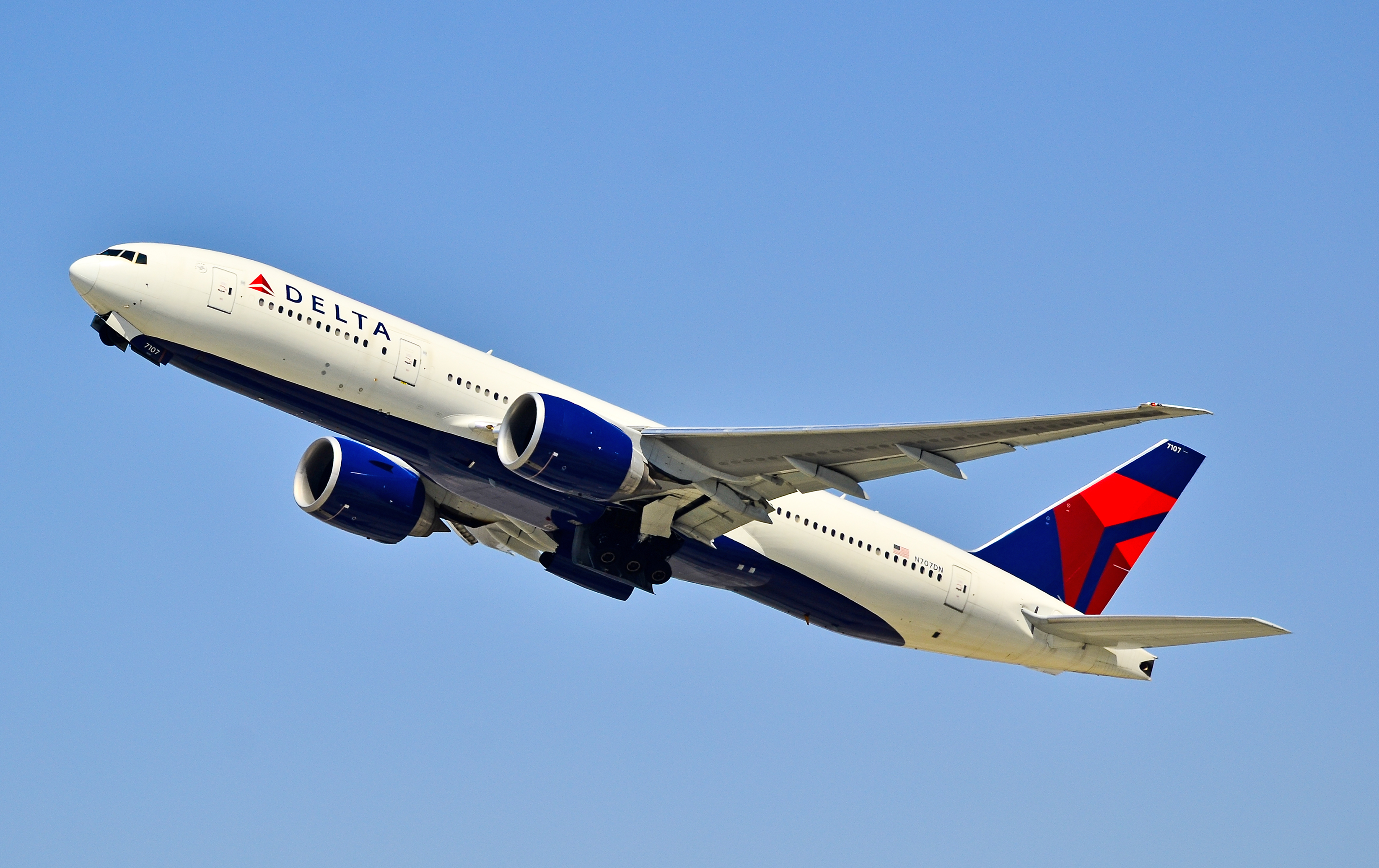
Boeing 777-200LR der Delta Air Lines

### Aktuelle Flotte
Mit Stand November 2024 besteht die Flotte der Delta Air Lines aus 990 Flugzeugen mit einem Durchschnittsalter von 15,2 Jahren:
| Flugzeugtyp        | Anzahl | bestellt | Anmerkungen | Sitzplätze (First/Business/Eco+/Eco)                                                      | Durchschnittsalter |
| ------------------ | ------ | -------- | --- | ----------------------------------------------------------------------------------------- | ------------------ |
| Airbus A220-100    | 045    |          | 10 inaktiv; erste Auslieferung im Oktober 2018; sollen Boeing 717 ersetzen | 109 (12/–/15/82)                                                                          | 4,9 Jahre          |
| Airbus A220-300    | 028    | 067      | wurden aus A220-100-Bestellungen umgewandelt, Auslieferung zwischen 2020 und 2028                                                                                                   | 130 (12/–/30/88)                                                                          | 2,2 Jahre          |
| Airbus A319-100    | 057    |          | 10 inaktiv | 132 (12/–/18/102)                                                                         | 22,8 Jahre         |
| Airbus A320-200    | 055    |          | 2 inaktiv, ältere Flugzeuge werden ausgeflottet | 150 (12/–/18/120) 157 (16/–/18/123) 160 (16/–/18/126)                                     | 28,7 Jahre         |
| Airbus A321-200    | 127    |          | 2 inaktiv | 192 (20/–/29/143)                                                                         | 5,9 Jahre          |
| Airbus A321neo     | 067    | 088      | Mit PW1000G-Triebwerken, ersetzen 757 und ältere A320; + 100 Optionen | 194 (20/–/42/132)                                                                         | 1,4 Jahre          |
| Airbus A330-200    | 011    |          | 3 inaktiv; Delta Air Lines betreibt die größte A330-Flotte der USA; Wurden mit Premium Select-Sitzen nachgerüstet                                                                   | 234 (–/34/32/168)                                                                         | 19,6 Jahre         |
| Airbus A330-300    | 031    |          | 3 inaktiv; Delta Air Lines betreibt die größte A330-Flotte der USA; Wurden mit Premium Select-Sitzen nachgerüstet                                                                   | 293 (–/34/40/219)                                                                         | 15,9 Jahre         |
| Airbus A330-900neo | 031    | 08       | Auslieferung seit 2019, stationiert in Seattle, ersetzen 767 | 281 (–/29/28/224)                                                                         | 2,7 Jahre          |
| Airbus A350-900    | 033    | 01       | 1 inaktiv; sollen 767 ersetzen | 306 (–/32/48/226)                                                                         | 5,2 Jahre          |
| Airbus A350-1000   |        | 020      | Auslieferung ab 2026 | – offen –                                                                                 |                    |
| Boeing 717-200     | 088    |          | 18 inaktiv; Delta Air Lines betreibt mit Abstand die weltweit größte 717-Flotte; werden durch A220 ersetzt                                                                          | 110 (12/–/15/83)                                                                          | 23,1 Jahre         |
| Boeing 737-800     | 077    |          | 4 inaktiv; mit Winglets ausgestattet | 160 (16/–/36/108)                                                                         | 23,2 Jahre         |
| Boeing 737-900ER   | 163    |          | 4 inaktiv; 29 gebraucht von Lion Air übernommen, Einflottung bis 2023; mit Winglets ausgestattet                                                                                    | 180 (20/–/21/139)                                                                         | 8,9 Jahre          |
| Boeing 737 MAX 10  |        | 100      | Auslieferung ab 2025, Option auf 30 weitere | – offen –                                                                                 |                    |
| Boeing 757-200     | 100    |          | 7 inaktiv; Delta Air Lines betreibt die größte 757-Flotte der Welt sowie die größte des Baumusters 757-200; 84 mit Winglets ausgestattet; werden durch A321-200 und A321neo ersetzt | 168 (–/16/44/108) 169 (20/–/21/128) 180 (24/–/21/135) 193 (20/–/41/132) 199 (20/–/29/150) | 27,7 Jahre         |
| Boeing 757-300     | 016    |          | mit Winglets ausgestattet | 234 (24/–/32/178)                                                                         | 21,8 Jahre         |
| Boeing 767-300ER   | 40     |          | 2 inaktiv; mit Winglets ausgestattet, Ausflottung bis Ende 2030. | 208 (–/36/29/143) 211 (–/36/32/143) 226 (–/26/29/171) 226 (–/26/35/165) 261 (30/–/35/196) | 28,3 Jahre         |
| Boeing 767-400ER   | 021    |          | Delta Air Lines betreibt die größte 767-400-Flotte der Welt | 246 (–/40/28/178)                                                                         | 23,9 Jahre         |
| Gesamt             | 990    | 284      | |                                                                                           | 15,2 Jahre         |

Praktisch alle Flugzeuge von Delta Air Lines sind mit einem System zur drahtlosen Internetnutzung an Bord über WLAN des Anbieters Gogo Inflight Internet ausgestattet, wodurch auch während des Fluges nahezu weltweit eine Internetnutzung gegen Gebühr möglich ist. Die Nutzung des WLANs ausschließlich für die Dienste iMessage, Facebook Chat und WhatsApp ist kostenlos möglich.

### Delta Connection
Unter der Dachmarke Delta Connection betreiben mehrere unabhängige Regionalfluglinien und Tochtergesellschaften der Delta Air Lines ein umfangreiches Netzwerk an Regional- und Zubringerflügen. Mit Stand November 2024 besteht die Flotte der Delta Connection aus 330 Flugzeugen mit einem Durchschnittsalter von 12,9 Jahren.
| Flugzeugtyp       | aktiv | bestellt | Anmerkungen                                                                       | Durchschnittsalter |
| ----------------- | ----- | -------- | --------------------------------------------------------------------------------- | ------------------ |
| Bombardier CRJ700 | 023   |          | betrieben durch Endeavor Air (9) und Skywest Airlines (14)                        | 21,2 Jahre         |
| Bombardier CRJ900 | 163   |          | betrieben durch Endeavor Air (122) und Skywest Airlines (41)                      | 13,9 Jahre         |
| Embraer 170       | 011   |          | betrieben durch Republic Airline (11)                                             | 18,6 Jahre         |
| Embraer 175       | 133   |          | betrieben durch Endeavor Air (1), Republic Airline (46) und Skywest Airlines (86) | 9,8 Jahre          |
| Delta Connection  | 330   | –        |                                                                                   | 12,9 Jahre         |

### Ehemalige Flugzeugtypen

#### Delta Air Lines
Im Lauf ihrer Geschichte setzte Delta Air Lines unter anderem folgende Flugzeugtypen ein:

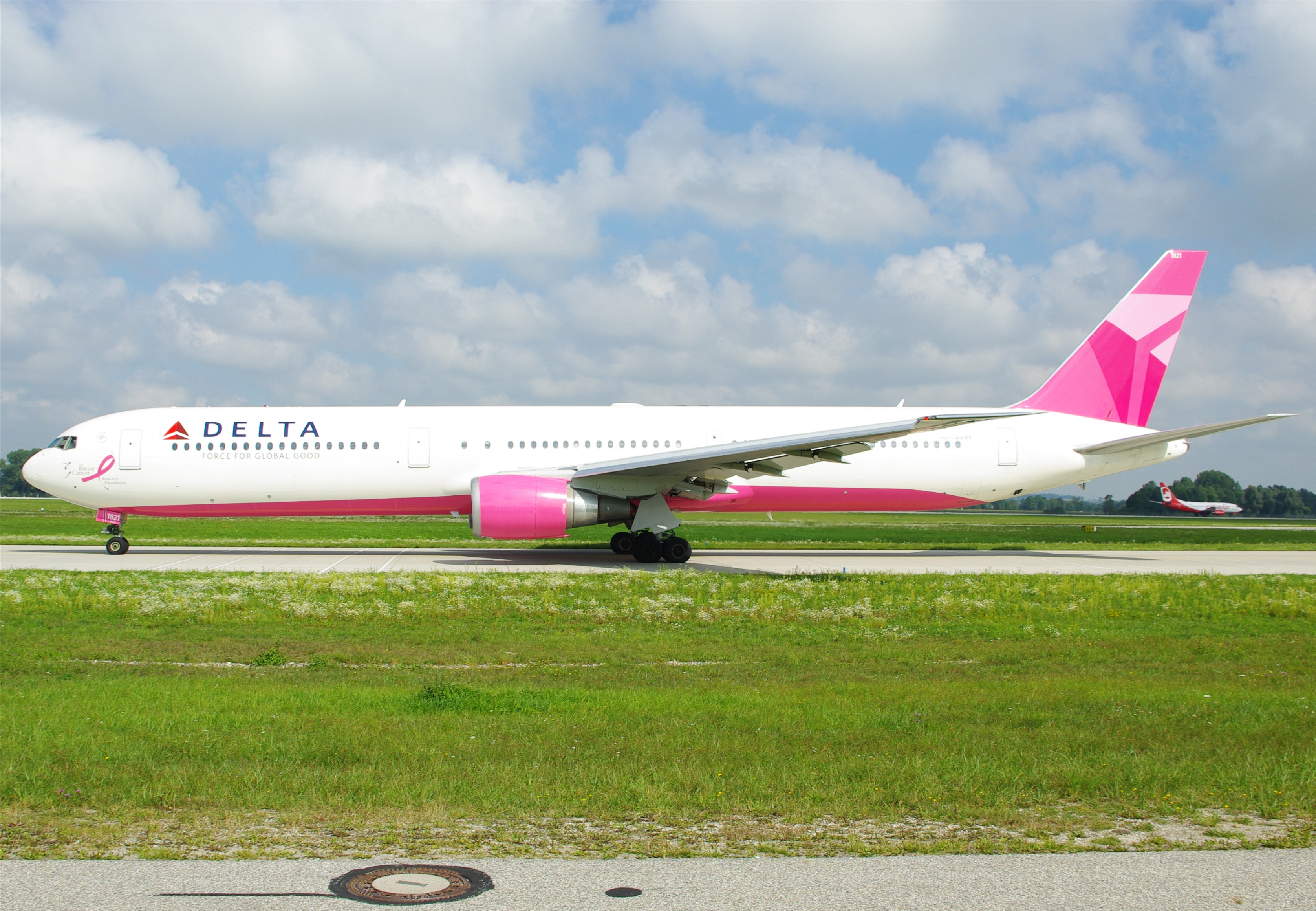
Die Boeing 767-400ER (N845MH) in Pink in Erinnerung an Evelyn Lauder

| Airbus                         | Boeing                          | Convair                  | Douglas                                                | Lockheed                                                | Stinson u. a.                |
| ------------------------------ | ------------------------------- | ------------------------ | ------------------------------------------------------ | ------------------------------------------------------- | ---------------------------- |
| Airbus A310-200/-300 1991–1995 | Boeing 727-100/-200 1 1972–2003 | Convair CV-340 1953–1970 | Douglas DC-2 1940–1941                                 | Lockheed Vega 1935–1937                                 | Stinson Model A 1935–1938    |
|                                | Boeing 737-200/-300/-700        | Convair CV-440 1959–1970 | Douglas DC-3/C-47 1940–1960                            | Lockheed L-10 1936–1942                                 | Stinson Model T 1934–1937    |
|                                | Boeing 747-100 1970–1977        | Convair CV-880 1960–1973 | Douglas DC-4 1946–1953                                 | Lockheed L-049/-149/-649A/-749A Constellation 1953–1958 | Travel Air S-600-B 1929–1930 |
|                                | Boeing 747-200 2010–2010        |                          | Douglas DC-6 1948–1968                                 | Lockheed L-100-20 Hercules 1966–1973                    | Fairchild F-27 1972–1974     |
|                                | Boeing 747-400 2008–2017        |                          | Douglas DC-7/-7B 1954–1968                             | Lockheed L-1011-1/-200/-250/-500 1973–2001              |                              |
|                                | Boeing 767-200                  |                          | Douglas DC-8-11/-12/-33/-51/-61/-71 1959–1989          |                                                         |                              |
|                                | Boeing 777-200LR 1999–2020      |                          | Douglas DC-9-14/-15/-31/-32/-41/-51 2 1965–93, 2008–14 |                                                         |                              |
|                                |                                 |                          | McDonnell Douglas DC-10-10 1972–75, 1987–88            |                                                         |                              |
|                                |                                 |                          | McDonnell Douglas MD-11 1991–2005                      |                                                         |                              |
|                                |                                 |                          | McDonnell Douglas MD-82 ab 1987                        |                                                         |                              |
|                                |                                 |                          | McDonnell Douglas MD-88 3 bis 2020                     |                                                         |                              |
|                                |                                 |                          | McDonnell Douglas MD-90 3 1995–2020                    |                                                         |                              |

#### Delta Connection
In der Vergangenheit setzte Delta Connection bereits folgende Flugzeugtypen ein:
- ATR 72
- Bombardier CRJ100
- Bombardier CRJ200
- BAe 146-200/Avro RJ70
- BAe Jetstream 41
- De Havilland DHC-8-100
- Dornier 328-300
- Embraer EMB-120 Brasilia
- Embraer ERJ-135/-145
- Saab 340

### Pink Plane
In Erinnerung an Evelyn Lauder und ihr Engagement zur Aufklärung und Vorsorge im Kampf gegen Krebs, wurde eine ihr bereits gewidmete Boeing 767-400ER (N845MH) in Pink lackiert.

### Aktuelle Sonderbemalungen
| Flugzeugtyp      | Luftfahrzeugkennzeichen | Bemalung                                      | Zeitraum                     | Bild |
| ---------------- | ----------------------- | --------------------------------------------- | ---------------------------- | --- |
| Airbus A321-200  | N391DN                  | „Thank you“                                   | seit Februar 2020            | |
| Airbus A321neo   | N589DT                  | „100 Years“                                   | seit März 2025               | |
| Airbus A330-300  | N802NW                  | „Cirium Platinum Award“                       | seit März 2024               | Bild gesucht Die Wikipedia wünscht sich an dieser Stelle ein Bild. Weitere Infos zum Motiv findest du vielleicht auf der Diskussionsseite . Falls du dabei helfen möchtest, erklärt die Anleitung , wie das geht. |
| Airbus A330-900  | N411DX                  | „Team USA“                                    | seit Dezember 2021           | |
| Airbus A350-900  | N521DN                  | „Team USA“                                    | seit April 2024              | Bild gesucht Die Wikipedia wünscht sich an dieser Stelle ein Bild. Weitere Infos zum Motiv findest du vielleicht auf der Diskussionsseite . Falls du dabei helfen möchtest, erklärt die Anleitung , wie das geht. |
| Airbus A350-900  | N522DZ                  | „LA28“                                        | seit Juli 2024               | |
| Airbus A350-900  | N527DN                  | „100 Years“                                   | seit März 2025               | Bild gesucht Die Wikipedia wünscht sich an dieser Stelle ein Bild. Weitere Infos zum Motiv findest du vielleicht auf der Diskussionsseite . Falls du dabei helfen möchtest, erklärt die Anleitung , wie das geht. |
| Boeing 737-800   | N3746H                  | „World Champions 2021“                        | seit Juli 2022               | Bild gesucht Die Wikipedia wünscht sich an dieser Stelle ein Bild. Weitere Infos zum Motiv findest du vielleicht auf der Diskussionsseite . Falls du dabei helfen möchtest, erklärt die Anleitung , wie das geht. |
| Boeing 737-800   | N3758Y N3761R N381DN    | „SkyTeam“                                     | seit September 2012          | |
| Boeing 757-200   | N6712B                  | „Atlanta Where You Belong“                    | seit August 2024             | Bild gesucht Die Wikipedia wünscht sich an dieser Stelle ein Bild. Weitere Infos zum Motiv findest du vielleicht auf der Diskussionsseite . Falls du dabei helfen möchtest, erklärt die Anleitung , wie das geht. |
| Boeing 767-300ER | N171DZ                  | „80th Anniversary D-Day & Battle of Normandy“ | seit August 2024             | Bild gesucht Die Wikipedia wünscht sich an dieser Stelle ein Bild. Weitere Infos zum Motiv findest du vielleicht auf der Diskussionsseite . Falls du dabei helfen möchtest, erklärt die Anleitung , wie das geht. |
| Boeing 767-400ER | N841MH                  | „American Cancer Society“                     | seit Juni 2010               | |
| Boeing 767-400ER | N844MH                  | „SkyTeam“                                     | seit März 2009               | |
| Boeing 767-400ER | N845MH                  | „Breast Cancer Research Foundation“           | Juni 2010 bis September 2015 | |

### Ehemalige Sonderbemalungen
| Flugzeugtyp      | Luftfahrzeugkennzeichen | Bemalung                            | Zeitraum                        | Bild |
| ---------------- | ----------------------- | ----------------------------------- | ------------------------------- | ---- |
| Boeing 767-300ER | N171DZ                  | „Habitat for Humanity“              | November 2006 bis November 2014 |      |
| Boeing 767-400ER | N845MH                  | „Breast Cancer Research Foundation“ | seit September 2015             |      |

## Zwischenfälle
Von 1945 bis zum 20. Februar 2025 kam es bei Delta Air Lines zu 19 Totalschäden von Flugzeugen. Bei 14
davon kamen 337 Menschen ums Leben. Auszüge:
- Am 22. April 1947 ereignete sich bei Delta Air Lines der erste Zwischenfall mit Todesopfern: Eine Douglas DC-3C (Luftfahrzeugkennzeichen NC49657) befand sich im Endanflug auf den Columbus Muscogee Airport und setzte nach dem Flug von eineinhalb Platzrunden zur Landung an, als eine ebenfalls landende, private Vultee BT-13 (NC55312) drei Meter über dem Boden auf ihr aufsetzte. Die beiden Maschinen verkeilten sich ineinander, stiegen auf eine Flughöhe von 45 Metern, stürzten ineinander verkeilt ab und gerieten in Brand. Alle acht Insassen der Douglas sowie der Pilot der Vultee kamen dabei ums Leben (siehe auch Flugunfall bei Columbus 1947).[60]

- Am 10. März 1948 ging eine Douglas DC-4 der Delta Air Lines (NC37478) nach einem zunächst normalen Startvorgang vom Chicago Municipal Airport (dem heutigen Midway Airport) (Illinois, USA) in etwa 60 Meter Höhe in einen fast senkrechten Steigflug über. Es kam zum Strömungsabriss und Absturz, der noch leicht abgefangen werden konnte. Von den 13 Insassen überlebte nur ein einziger Passagier (siehe auch Delta-Air-Lines-Flug 705).[61]

- Am 17. Mai 1953 wurde eine Douglas DC-3/DST-318 der Delta Air Lines (N28345) beim Durchflug eines Gewitters 21 Kilometer östlich von Marshall (Texas), durch einen Downburst zu Boden gedrückt und fing Feuer. Die Maschine war noch 43 Kilometer vom Ziel entfernt, dem Flughafen Shreveport (Louisiana). Von den 20 Insassen kamen 19 ums Leben, drei Besatzungsmitglieder und 16 Passagiere.[62]

- Am 16. November 1959 stürzte eine Douglas DC-7B der Delta Air Lines (N4891C), die einen Flug für National Airlines von Tampa nach New Orleans durchführte, aus unbekanntem Grund in den Golf von Mexiko. Alle 42 Menschen an Bord starben (siehe auch National-Airlines-Flug 967).[63]

- Am 23. Mai 1960 nahm eine Convair CV-880 der Delta Air Lines (N8804E) kurz nach dem Abheben vom Flughafen Atlanta (Georgia, USA) eine sehr steile Längsneigung ein, rollte steil nach links und stürzte nach einem Strömungsabriss ab. Alle 4 Besatzungsmitglieder, die einzigen Insassen auf dem Trainingsflug, kamen ums Leben. Es war der erste Totalverlust einer CV-880 und auch der erste tödliche Unfall.[64]

- Am 16. Dezember 1961 wurde eine Douglas DC-7 der Delta Air Lines (N4871C) bei der Landung auf dem Flughafen Chicago-O’Hare (Illinois, USA) irreparabel beschädigt. Alle Insassen überlebten den Unfall.[65]

- Am 13. Januar 1963 rollte eine Douglas DC-7 der Delta Air Lines (N4875C) nachts auf einem ungewohnten Weg zur Startbahn am Flughafen Memphis (Tennessee, USA), als sie mit einer geparkten Fairchild C-123 Provider der United States Air Force (54-0589) kollidierte. Der Kapitän der DC-7 wurde getötet; die anderen vier Besatzungsmitglieder des Überführungsfluges überlebten. Die Provider wurde durch Feuer beschädigt, konnte aber ebenso wie die DC-7 repariert werden.[66]

- Am 24. November 1964 trafen die Piloten einer Curtiss C-46R Commando der Delta Air Lines (N9885F) am Ziel, dem Flughafen New Orleans, Wetterbedingungen unter den vorgeschriebenen Minima an. Daher wichen sie zum Flughafen Baton Rouge (Louisiana, USA), aus. Dort setzten sie das Flugzeug erst 760 Meter hinter dem Aufsetzpunkt auf. Als sich die Maschine dem Ende der Landebahn näherte, versuchte der Kapitän, einen Ringelpiez zu machen, aber das Flugzeug drehte sich nur um 20 Grad und rutschte von der Landebahn. Es wurde irreparabel beschädigt. Beide Piloten, die einzigen Insassen auf dem Frachtflug, überlebten den Unfall.[67]

- Am 20. März 1968 fiel an einer Convair CV-340-38 der Delta Air Lines (N4820C) das Triebwerk Nr. 1 (links) nach einem Defekt im Auslassventil des Zylinders Nr. 15 aus. Während der Notlandung auf dem Flughafen Evansville-Dress (Indiana, USA) bei Regen und niedriger Bewölkung startete der Kapitän zunächst durch, brach dies aber wieder ab und machte eine Bruchlandung. Das Flugzeug wurde irreparabel beschädigt. Alle 42 Insassen, drei Besatzungsmitglieder und 39 Passagiere, überlebten den Unfall.[68]

- Am 30. Mai 1972 stürzte eine Douglas DC-9-14 der Delta Air Lines (N3305L) auf einem Trainingsflug auf dem Greater Southwest International Airport in Fort Worth (Texas) während eines Touch-and-Go-Manövers auf die Landebahn und explodierte. Zu dem Absturz war es gekommen, nachdem die Maschine in Wirbelschleppen einer kurz zuvor gestarteten McDonnell Douglas DC-10, geraten war, wobei die Piloten die Kontrolle verloren. Alle 4 Personen an Bord starben (siehe auch Delta-Air-Lines-Flug 9570).[69]

- Am 20. Dezember 1972 wurde eine Convair CV-880 der Delta Air Lines (N8807E), die nach ihrer Landung in dichtem Nebel auf dem Flughafen Chicago-O’Hare (Illinois, USA) rollte, von einer startenden Douglas DC-9 der North Central Airlines (N954N) gerammt. Die Piloten der DC-9 der North Central hatten die Starterlaubnis von der Flugverkehrskontrolle am Flughafen O’Hare erhalten, während die kurz zuvor gelandete CV-880 der Delta Air Lines die Anweisung erhielt, die Piste zu überqueren und zum Vorfeld zu rollen. Die DC-9 hatte gerade im dichten Nebel abgehoben als sie das Heck der CV-880 traf. Durch diesen Fluglotsenfehler wurden zehn der 45 Menschen an Bord der DC-9 bei der Kollision getötet, 15 Personen verletzt. An Bord der CV-880 wurden zwei Personen leicht verletzt, aber alle 88 Insassen der CV-880, sieben Besatzungsmitglieder und 81 Passagiere, überlebten den Unfall.[70]

- Am 31. Juli 1973 verlor die Besatzung einer Douglas DC-9-31 beim Landeanflug auf Boston die Kontrolle über das Flugzeug. Die Maschine zerschellte einen Kilometer vor der Landebahn am Boden, wobei 88 Menschen ihr Leben verloren.

- Am 2. August 1985 geriet eine Lockheed L-1011-1 Tri Star (N726DA) während des Landeanflugs auf den Flughafen Dallas in Scherwinde, die das Flugzeug zum Absturz brachten. Bei dem Unfall kamen 134 Insassen sowie eine Person am Boden ums Leben (siehe auch Delta-Air-Lines-Flug 191).[71]

- Am 31. August 1988 leitete die Besatzung einer Boeing 727-200 (N473DA) den Start vom Dallas-Fort Worth International Airport (Texas) ein, ohne dass die Auftriebshilfen korrekt gesetzt wurden. Die rechte Tragfläche berührte nach dem Abheben die Startbahn. Das Flugzeug gewann nicht an Höhe, kollidierte mit einer ILS-Antenne und schlug rund 1070 Meter (3200 Fuß) hinter der Bahnschwelle auf. Dabei verloren 14 Menschen ihr Leben (siehe auch Delta-Air-Lines-Flug 1141).[72]

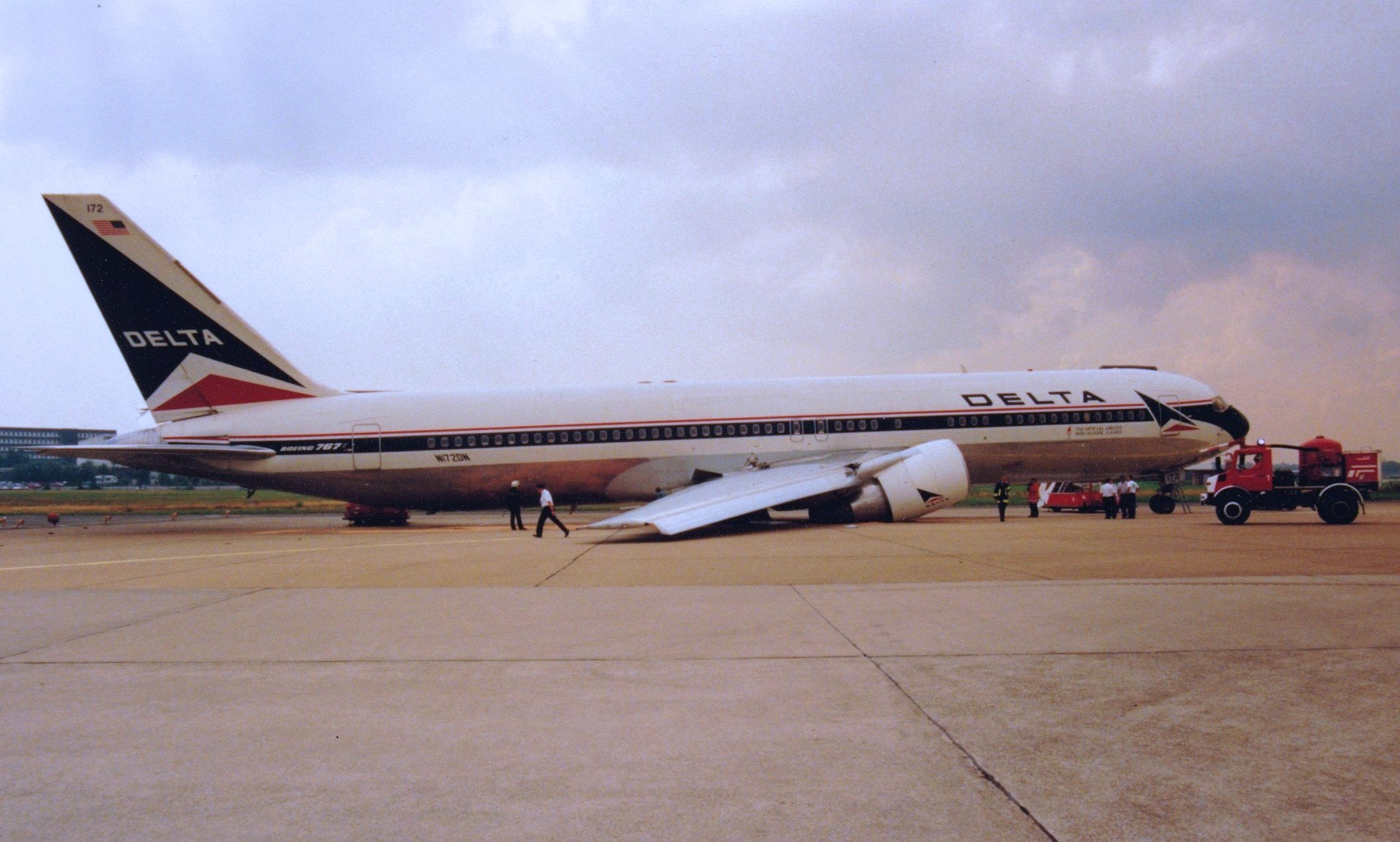
Delta Air Lines B767-300, Registration N172DN (Hamburg 16. September 1995)

- Am 16. September 1995 verunglückte eine Boeing B767-300 mit dem Kennzeichen N172DN und der Flugnummer DL069 nach dem Line-Up auf der Runway 33 des Flughafens Hamburg, als das rechte Hauptfahrwerk kollabierte. Das abgebrochene Fahrwerk, das regulär zwischen Flügelhinterholm und einem Zusatzholm montiert ist, durchbrach daraufhin die Tragflächenoberseite, die an dieser Stelle nur aus aerodynamischen Abdeckungen besteht. Während des Absenkens der rechten Tragfläche, die voll mit Kerosin war, drückte das Gewicht so sehr auf das bereits laufende rechte Triebwerk, das dessen hintere Aufhängung ebenfalls brach. Als Ursache konnte ein Spannungsriss in Folge von Korrosion am Drehzapfen (englisch Trunnion) des rechten Hauptfahrwerksträgers identifiziert werden. Von den 12 Besatzungsmitgliedern und 212 Passagieren kam niemand zu Schaden. Das Flugzeug, das zu diesem Zeitpunkt erst 5 Jahre und 3 Monate alt war, wurde nach einer 6-wöchigen Reparatur Ende Oktober 1995 wieder in Betrieb genommen.[73]

- Am 6. Juli 1996 kam es an einer McDonnell Douglas MD-88 der Delta Air Lines (N927DA) beim Beschleunigen zum Start vom Regionalflughafen Pensacola zu einem uneingedämmten Triebwerksschaden, woraufhin der Start abgebrochen wurde. Das linke Triebwerk, das erst wenige Monate zuvor aus einem anderen Flugzeug ausgebaut und in die Maschine montiert wurde, explodierte, Trümmerteile durchschlugen den Rumpf und drangen in die Passagierkabine ein. Zwei Passagiere wurden getötet, fünf verletzt (siehe auch Delta-Air-Lines-Flug 1288).

- Am 27. August 2006 kamen beim Startunfall einer von Comair betriebene Bombardier CRJ100 49 Menschen ums Leben. Die Maschine rollte beim Start um 06:00 Uhr Ortszeit bei Lexington mit hohem Tempo in ein Waldstück und brannte aus. Sie war auf dem Weg nach Atlanta. Die Piloten nutzten eine falsche Startbahn, die für einen erfolgreichen Start 500 m zu kurz war (siehe auch Comair-Flug 5191).

- Am 25. Dezember 2009 scheiterte ein Anschlag auf einen Airbus A330. Ein Terrorist versuchte einen an Bord geschmuggelten Sprengsatz kurz vor der Landung in Detroit zu zünden, die Person wurde jedoch von Flugbegleitern und Passagieren überwältigt (siehe auch Northwest-Airlines-Flug 253).

- Am 5. März 2015 rutschte eine McDonnell Douglas MD-88 der Delta Air Lines bei der Landung in New York LaGuardia von der Landebahn und blieb in einer Erhöhung am Ende der Landebahn hängen. Es wurden 23 Passagiere leicht verletzt, das Flugzeug wurde stark beschädigt (siehe auch Delta-Air-Lines-Flug 1086).[74]

- Am 17. Februar 2025 überschlug sich ein aus Minneapolis kommender Bombardier CRJ900LR der Endeavor Air, auf einem Flug durchgeführt für Delta Airlines (N932XJ), mit 76 Passagieren und vier Besatzungsmitgliedern an Bord bei der Landung auf der Landebahn 23 des Flughafens Toronto-Pearson und kam auf dem Rücken liegend zum Stillstand. Es gab 15 Verletzte, aber keine Todesopfer. Das Flugzeug wurde zerstört (siehe auch Delta-Connection-Flug 4819).[75]